# Микільський монастир (Могильов)
Свято-Микільський монастир — православний жіночий монастир Білоруського екзархату Російської православної церкви в місті Могильові, Білорусь. На території монастиря знаходяться Свято-Микільський собор і храм преподобного Онуфрія Великого.

## Історія
Будівництво монастиря почалося в XVII столітті, коли київський митрополит Петро Могила отримав згоду польського короля Владислава IV на будівництво в Могильові церкви Святого Миколая. Під час керівництва могилевською єпархією єпископом Сильвестром (Коссавим) у 1637 р. була побудована тимчасова дерев'яна Микільська церква. Будівництво неопалюваного цегляного храму розпочалося у 1669 році, а в 1672 р. він був освячений єпископом Феодосієм I (Василевичем).
На початку XVIII століття монастир зазнав нападу шведів, а пізніше — після визволення міста російськими військами — татарських і калмицьких полків. Свято-Микільський монастир був підпалений і значно постраждав під час пожежі. У 1719 р. останні черниці монастиря переселилися в Барколабовський монастир. В цей же час почав діяти чоловічий монастир, який проіснував до 1754 року. З 1754 року до 30-х років XX століття монастир діяв як прихід.
У 1793 році при архієпископі Георгії (Кониському) було розпочато будівництво зимового опалюваного храму поруч з Микільським собором, який в 1798 році був освячений архієпископом Анастасієм (Романенко-Братановським), зараз це Онуфрієвський храм.

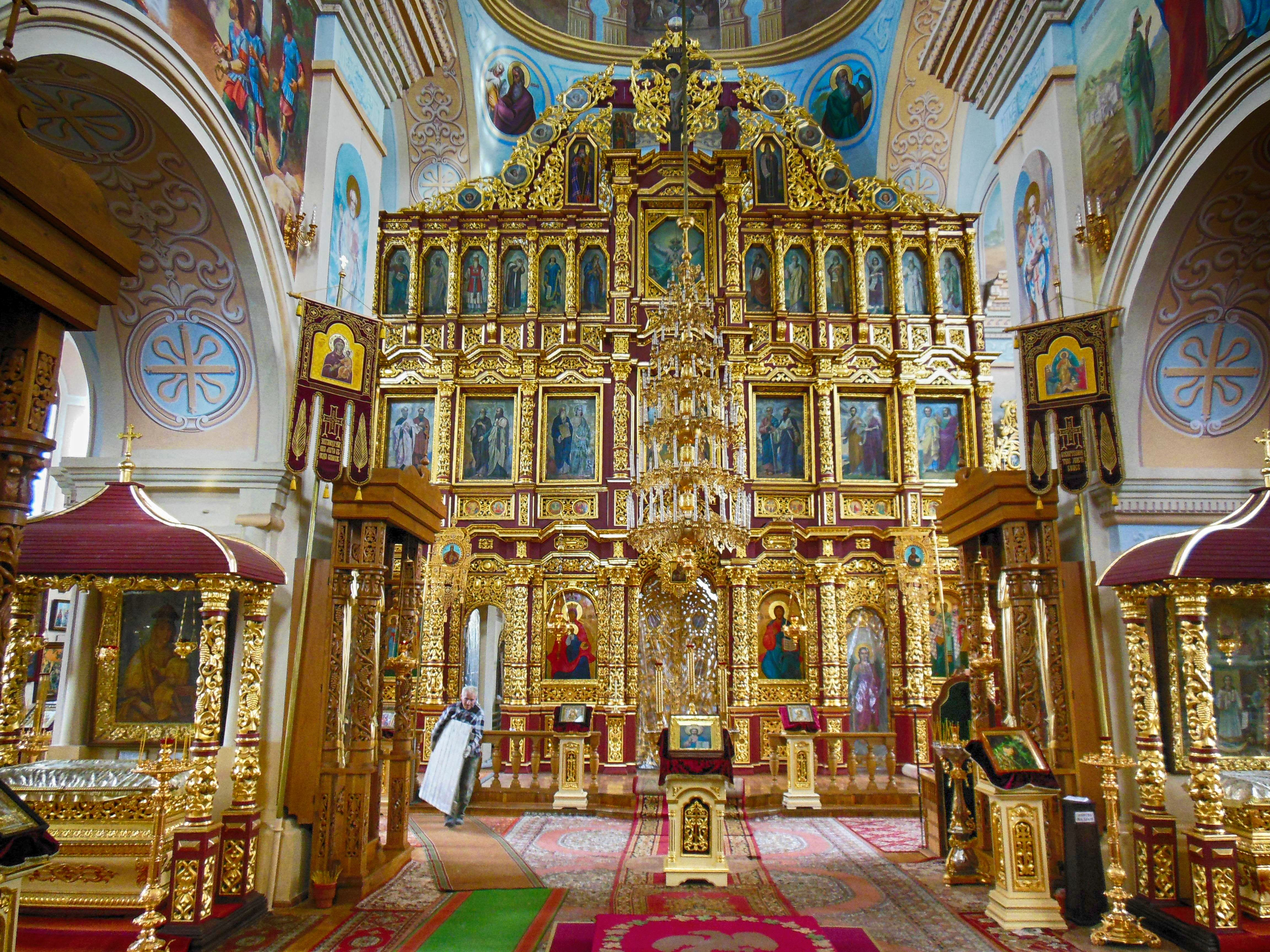
Іконостас церкви

За радянських часів не уникнуло гонінь на церкву і місто Могильов. Церковне начиння храмів монастиря було вилучено і використовувалася не за призначенням, іконостас зруйнований. А в 1934 році зі смертю священника Михайла Пляшчинського Свято-Микільський собор був закритий. У 1937 році припинила існування і Могилевська єпархія (відроджена в 1989 році).
З 1937 року в Свято-Микільському монастирі перебувала пересильна тюрма, яка була закрита 1941 року. У 1991 році під час робіт по відродженню монастиря були знайдені численні людські останки жертв сталінських репресій.
З 1946 року в соборі розташовувалася книжкова база. З 1956 по 1990 рік велися так звані реставраційні роботи, в ході яких будівля Свято-Микільського собору прийшла в ще більший занепад.

## Відродження монастиря; сучасне життя

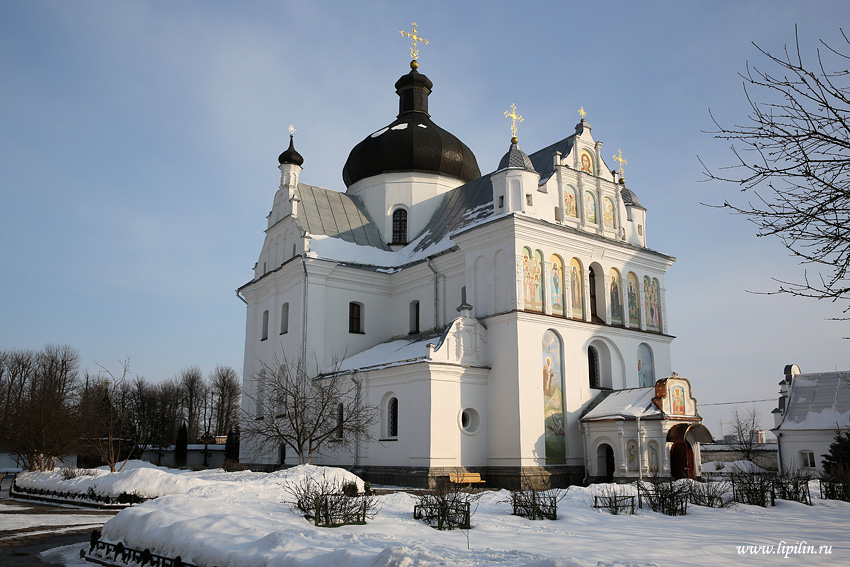
Церква Св. Миколи

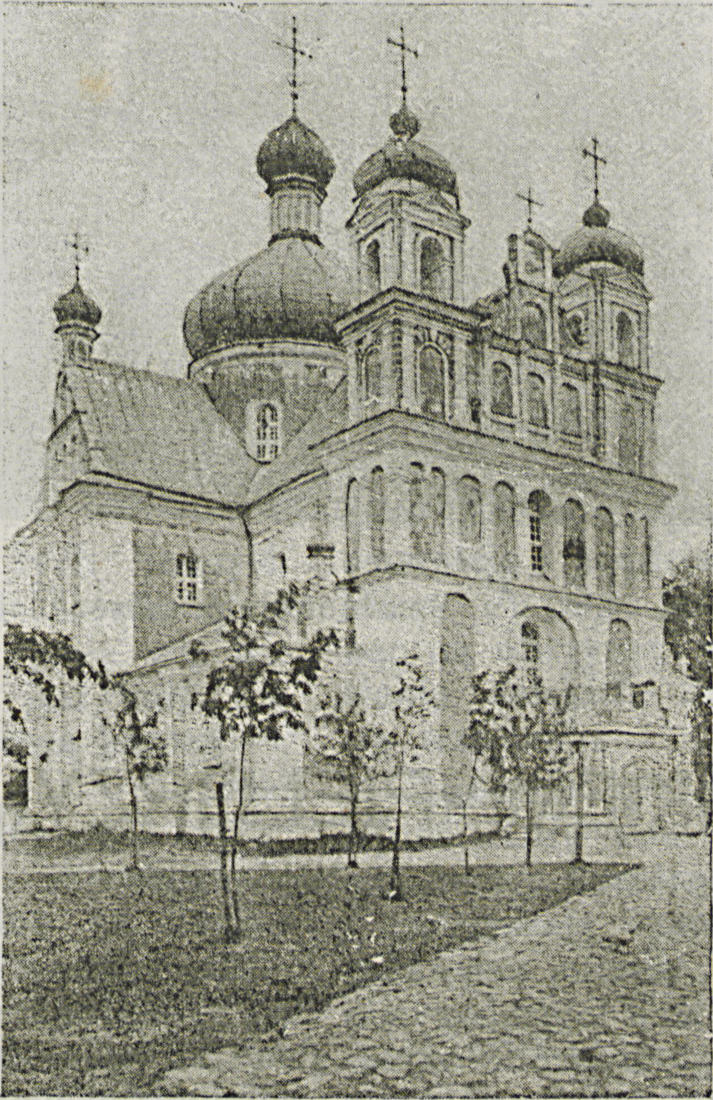
Церква Св. Миколи на початку XX ст.

У 1989 році відбулося відродження Могильовської єпархії, правлячим архієреєм якої був призначений архієпископ Могильовський і Мстиславський Максим (Малюк). Багато в чому завдяки архієпископу Максиму відродився і облаштувався могилевський Свято-Микільський жіночий монастир. Першою ігуменею монастиря після його відновлення стала ігуменя Євгенія (Волощук). 28 березня 1991 року був освячений зимовий Онуфрієвський храм Свято-Микільського монастиря. 18 червня 1991 року монастир відвідав патріарх РПЦ Алексій II, який подарував панікадило.
5 серпня 1993 року в Онуфрієвському храмі пройшло засідання Святого Синоду Білоруської православної церкви, на якому зарахували до лику місцевошанованих святих святителя Георгія (Кониського).
У 1995 році до Свято-Микільського храму підвели опалення, а в 1996 році при монастирі було засновано сестринство в ім'я святих мучениць Віри, Надії, Любові і матері їх Софії і побудований двоповерховий корпус для сестер.
У монастирі знаходяться списки Могильово-Братської ікони Божої Матері, Білоницької ікони Божої Матері, а також ікони «Добродатне небо».

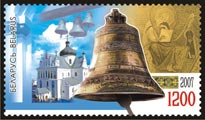
Дзвін на марці 2007 року.

6 серпня щорічно відбувається хресний хід від монастиря до будинку, де жив і працював святитель Георгій (Кониський). Предстоятель Білоруської Православної церкви Митрополит Філарет неодноразово відвідував монастир зі своїм пастирським візитом. Зараз в монастирі діє Недільна школа та молодіжний православний хор.
Архієпископ Максим, завдяки наполегливій роботі якого, був повернутий до життя Свято-Микільський жіночий монастир, покоїться зараз на території монастиря біля Микільського собору, там само похована ігуменя Євгенія (Волощук).
4 грудня 2010 року ігуменею монастиря призначена ігуменя Єфросинія.

## Інші факти
З серпня 1915 р. по листопад 1917 р. у Могильові знаходилася Ставка Верховного Головнокомандувача і імператор Микола II зі своєю великою родиною під час перебування у ставці відвідував Свято-Микільський собор. Влітку 2000 року, під час канонізації Миколи II Російською православною церквою в Могильові був виявлений портрет імператора, який нині освячений як ікона і розташований в лівій прибудові Свято-Микільського собору, названій на честь Святих царствених мучеників.
Монастир був доданий до попереднього списку Світової Спадщини ЮНЕСКО 30 січня 2004 року, у культурній категорії

## Галерея

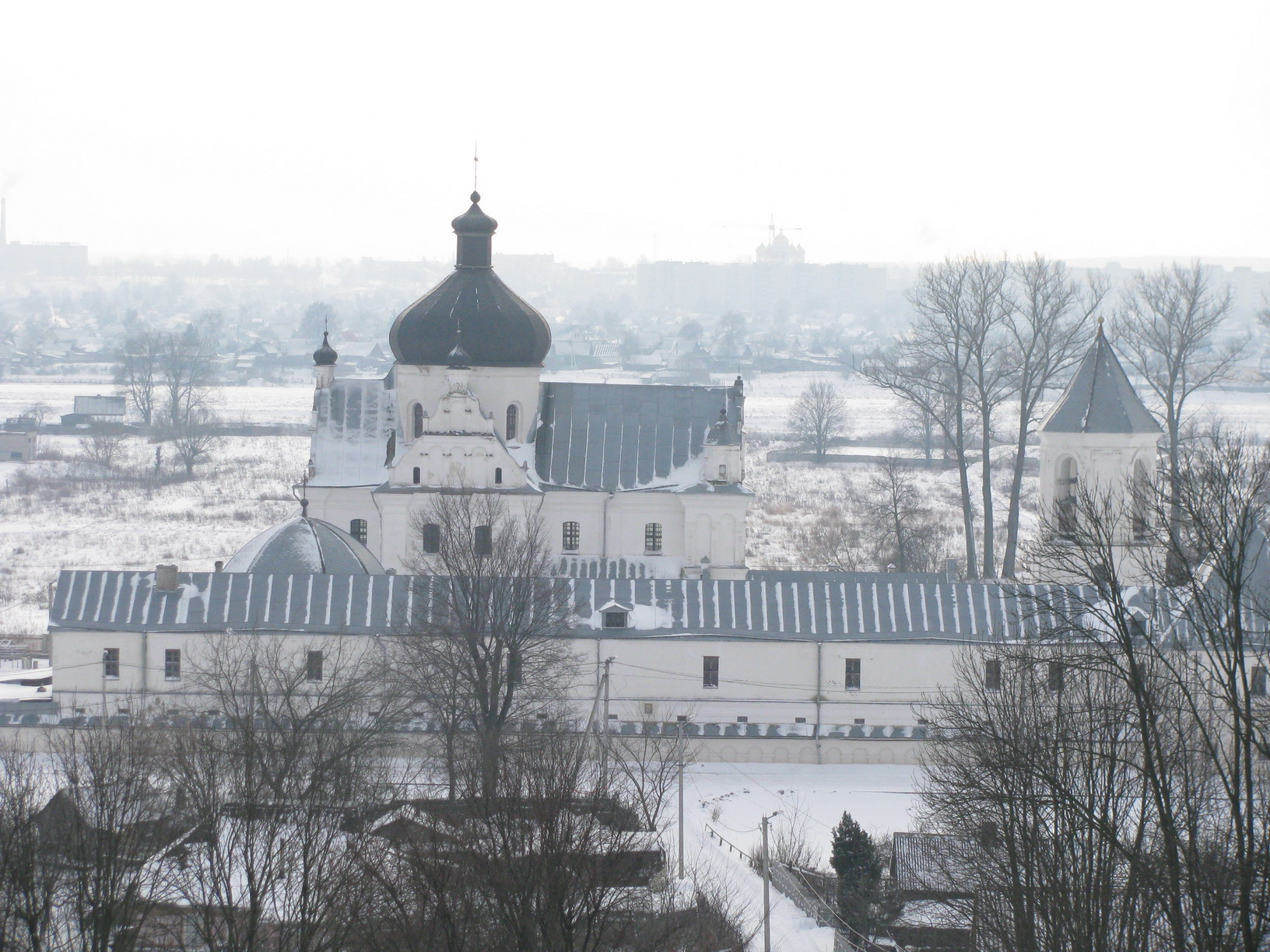
Свято-Микільський монастир взимку.
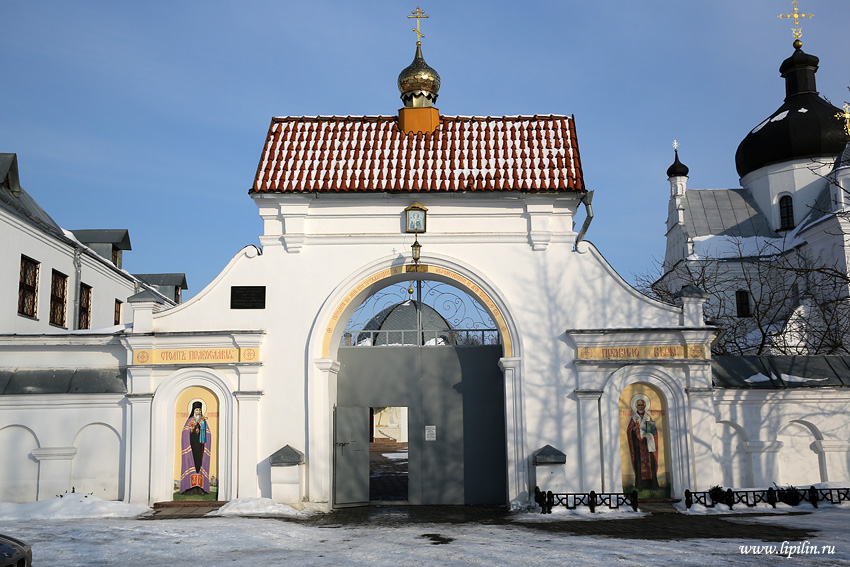
Ворота
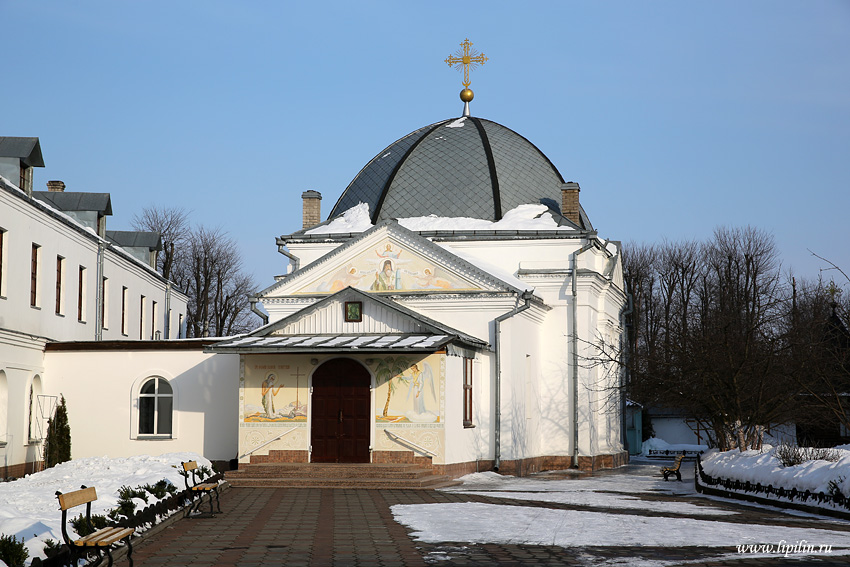
Храм Онуфрія Великого.
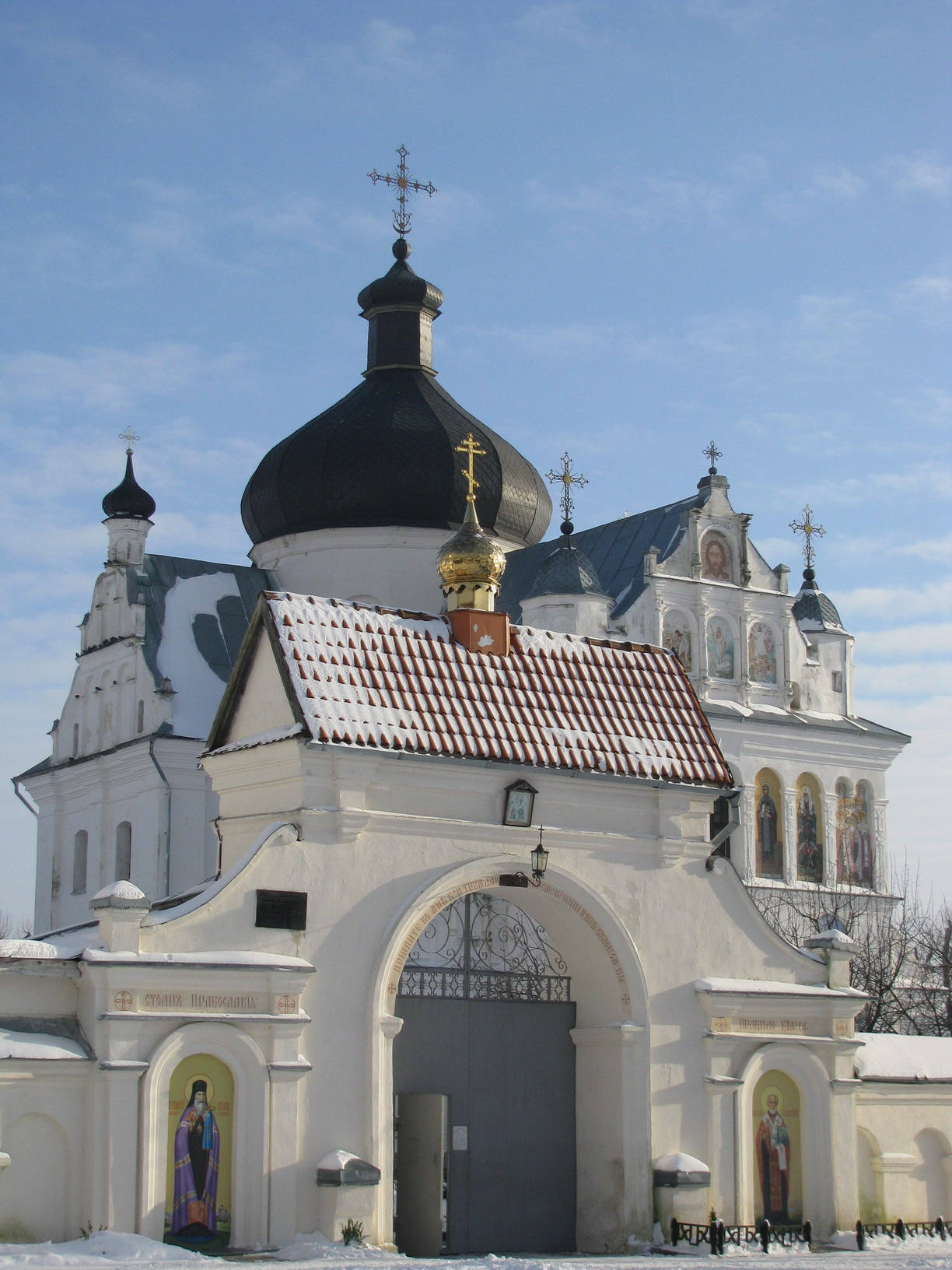
Свято-Микільський монастир. Загальний вигляд.
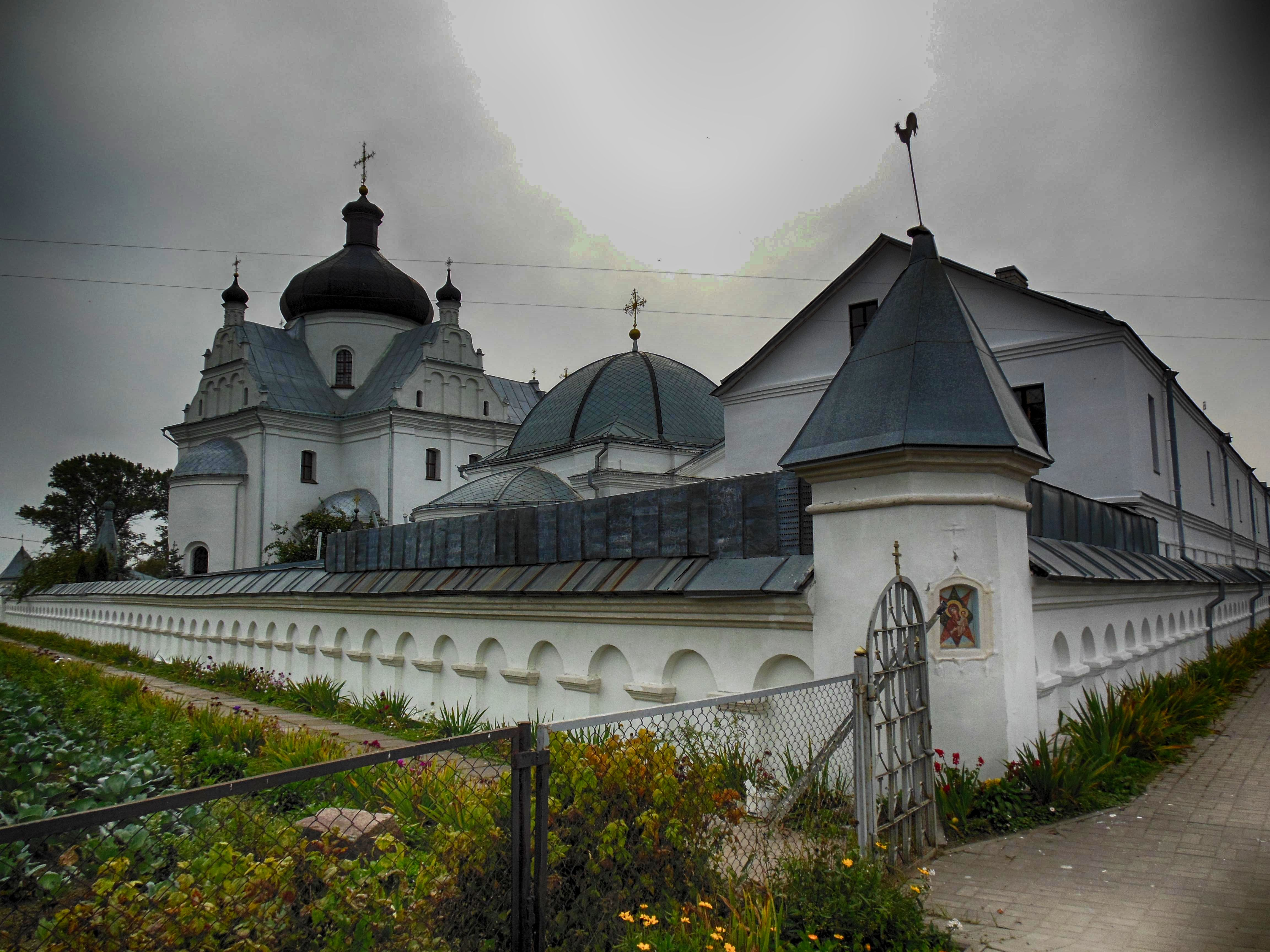
Монастирський комплекс ззаду.